# Acrosembia scotti
Acrosembia scotti är en insektsart som beskrevs av Ross 2006. Acrosembia scotti ingår i släktet Acrosembia och familjen Embiidae. Inga underarter finns listade i Catalogue of Life.